# Wilhelm Weigand

Wilhelm Weigand (vor 1916)

Wilhelm Weigand (* 13. März 1862 in Gissigheim, Baden; † 20. Dezember 1949 in München; gebürtig Wilhelm Schnarrenberger) war ein deutscher Dichter und Schriftsteller.

## Leben
Er wurde geboren als Wilhelm Schnarrenberger, nahm jedoch am 2. Mai 1888 den Geburtsnamen seiner Großmutter an, bei der er seit 1863 aufgewachsen war.
Weigand studierte Romanistik, Kunstgeschichte und Philosophie in Brüssel, Paris und Berlin. 1889 heiratete er Thora Hermann, war dadurch materiell abgesichert und lebte seitdem in München. 1904 war er Mitbegründer der Süddeutschen Monatshefte.
Weigands Werke sind der Epoche der Neuromantik und des Realismus zuzuordnen.

## Auszeichnungen
- Johann-Peter-Hebel-Preis, 1942[1]
- Literaturpreis der Hauptstadt der Bewegung (München), 1943
- Ehrenbürger der Gemeinde Gissigheim, 1947

## Werke (Auswahl)
- Die Frankenthaler (Roman), Leipzig 1889
- Gedichte, Leipzig 1890
- Friedrich Nietzsche. Ein psychologischer Versuch (Essay), Hermann Lukaschik, München 1893
- Der Wahlkandidat (Drama), 1893
- Sommer. Neue Gedichte, Hermann Lukaschik, München 1894
- Der Vater. Drama in einem Akt, Hermann Lukaschik, München 1894
- Das Elend der Kritik (Essay), 1894
- Agnes Korn (Drama), 1895
- Das Opfer (Drama), 1896
- Der zwiefache Eros. Erzählungen, Hermann Lukaschik, München 1896
- Die Renaissance. Ein Dramencyclus, Hermann Lukaschik, München 1898ff.
- In der Frühe. Neue Gedichte (1894–1901), Meyer, 1901
- Stendhal (Essay), Gose & Tetzlaff, 1903
- Der verschlossene Garten. Gedichte aus den Jahren (1901-1909), Insel-Verlag, Leipzig 1909
- Der Hof Ludwigs XIV. Nach den Denkwürdigkeiten des Herzogs von Saint-Simon, Insel-Verlag, Leipzig 1913
- Weinland. Novellen aus Franken, Georg Müller, München  1914
- Die Löffelstelze (Roman), Georg Müller, München 1919
- Der graue Bote, Georg Müller, München 1924
- Die ewige Scholle, Horen-Verlag, Berlin-Grunewald 1927
- Die Fahrt zur Liebesinsel, Horen-Verlag, Berlin-Grunewald 1928
- Die Gärten Gottes, Horen-Verlag, Leipzig/Berlin 1930
- Die rote Flut. Der Münchener Revolutions- und Rätespuk 1918/19, Roman, Franz-Eher-Verlag, München 1935
- Helmhausen, Steuben-Verlag, Berlin 1938
- Welt und Weg. Aus meinem Leben, L. Röhrscheid, Bonn 1940
- Menschen und Meister, Eugen Händle, Mühlacker 1940
- Der Ruf am Morgen (Roman), Rainer Wunderlich, Tübingen 1941
- Der Ring. Schicksale um ein Familienkleinod, Rainer Wunderlich, Tübingen 1946
- Sebastian Scherzlgeigers Fahrt nach Kautzien. Auch ein Reiseroman, halb Mär, halb mehr, Abendland-Verlag, Wuppertal 1948
- Der Abbé Galiani. Ein Freund der Europäer, Röhrscheid, Bonn 1948